# Black Coffee (canción de All Saints)
Black Coffee es una canción interpretada por el girl group anglo-canadiense All Saints, lanzada como segundo sencillo de su segundo álbum discográfico Saints & Sinners. Fue lanzada el 2 de octubre de 2000 por el sello London Records. Producida por William Orbit y escrita por Tom Nichols, Alexander von Soos y Kirsty Bertarelli (acreditada como Kirsty Elizabeth), había sido originalmente concebido como el sencillo debut de esta última bajo el título de I Wouldn't Wanna Be. Es una canción electropop suave que suele ser considerada una canción triste de amor, cuyas líricas surgieron a raíz de la relación de Kirsty con el empresario suizo Ernesto Bertarelli, como manifestación de sus sentimientos de amor a primera vista y de regocijo. Cuantiosas disputas entre los miembros del grupo tuvieron lugar durante la grabación y promoción del sencillo, lo que desenlazó en una pelea entre Natalie Appleton y Shaznay Lewis por una chaqueta durante una presentación en diciembre de 2000 que culminó en la ruptura controversial del grupo semanas después, en enero de 2001.
La canción recibió una acogida por demás favorecedora por parte de los críticos, quienes la compararon al precedente sencillo Pure Shores por su interpretación melancólica y la producción hipnotizante de William Orbit. Su estructura poco ortodoxa ha sido igualmente citada como una influencia en el sonido de subsecuentes girl groups como las Sugababes y Girls Aloud. Black Coffee fue un éxito comercial que marcó el quinto y último sencillo número uno del grupo en Reino Unido. Alcanzó igualmente el top 10 en Irlanda, en Italia, en Países Bajos, en Nueva Zelanda y en Suecia.

## Recepción crítica
Black Coffee recibió elogios de los críticos musicales tras su lanzamiento. Simon Evans en el Birmingham Post describió la canción como una "hermosa pieza de pop hipnótico y hechizante". John Mulvey de The Scotsman elogió su "sonido elegante y escrupulosamente maduro", mientras que Jon O'Brien de Allmusic lo consideró uno de los trabajos más consumados y maduros de All Saints, destacando su "sonido exuberante electrónico". David Brinn de The Jerusalem Post encontró la canción nostálgica e idónea para la radio. En el Sunday Herald, Samuel McGuire caracterizó la pista como "una joya de un brillo verdaderamente maravilloso"; y Graeme Virtue, del mismo periódico, la aclamó en noviembre de 2001 como uno de "los mejores sencillos pop de la historia". Nigel Packer de BBC Music consideró la canción como uno de los puntos culminantes del álbum junto al sencillo precedente Pure Shores, elogiando la producción de William Orbit y deplorando que este no hubiese estado al timón en todo momento, porque "tan solo queda un EP de alto calibre atrapado dentro de un album bastante corriente", mientras que Russell Baillie de The New Zealand Herald consideró que Black Coffee, junto con Pure Shores y Surrender, "pusieron [la mayor parte del álbum] en la sombra". Sean O'Brien de The Sunday People le dio a Black Coffee una calificación de ocho sobre diez.

## Video musical
El video musical de Black Coffee fue dirigido por Johan Renck y filmado el 17 de agosto de 2000 en los Estudios Ealing en Londres. Renck hubo de editarlo de manera que la secuencia del video fuese congruente y harmoniosa, en vista de que, para entonces, las hermanas Appleton no se dirigían la palabra con Lewis y Blatt y, por ende, tuvieron que grabarse las escenas separadamente, lo que explica que en ningún momento del video las cuatro integrantes compartiesen escena. El vídeo fue ampliamente difundido por MTV Europa a partir del 4 de septiembre de 2000.